# Баргиль, Уоррен
Уоррен Баргиль (фр. Warren Barguil, французское произношение: [waʁɛn baʁgil], род. 28 октября 1991 в Энбоне, Франция) — французский профессиональный шоссейный велогонщик, выступающий за команду мирового тура Team Sunweb.
Горный король Тур де Франс 2017. Победитель четырех этапов на гранд-турах.

## Победы
2009
- Чемпион Франции среди юниоров в групповой гонке

2011
- Тур де л'Авенир — этап 8

2012
- Тур де л'Авенир — этап 4, очковая, горная и генеральная классификации
- Тур Савойи — этап 2, очковая, горная и молодёжная классификации, 2-е место в общем зачёте
- Тур Эльзаса — молодёжная классификация

2013
- Вуэльта Испании — этапы 13 и 16

2017
- Тур де Франс
  - этапы 13 и 18
  - , горная классификации

2019
- Чемпион Франции в групповой гонке

## Статистика выступлений наГранд Турах
| Гранд Тур | 2013 | 2014 | 2015 | 2016 | 2017 | 2018 | 2019 |
| --------- | ---- | ---- | ---- | ---- | ---- | ---- | ---- |
| Джиро     | —    | —    | —    | —    | —    | —    | —    |
| Тур       | —    | —    | 14   | 23   | 10   | 17   | 10   |
| Вуэльта   | 38   | 8    | —    | сход | сход | —    | —    |